# تینا لوتز
تینا لوتز (آلمانی: Tina Lutz؛ زادهٔ ۲۵ اکتبر ۱۹۹۰) قایقران قایق بادبانی اهل آلمان است.